# Łukasz Dziewit
Łukasz Jacek Dziewit – polski mikrobiolog, genetyk, profesor nauk ścisłych i przyrodniczych, pracownik naukowy Instytutu Mikrobiologii Wydziału Biologii Uniwersytetu Warszawskiego.

## Życiorys
W 2009 r. obronił pracę doktorską pt. Genomika strukturalna i funkcjonalna plazmidów bakterii metylotroficznej Paracoccus aminophilus JCM 7686, której promotorem był prof. Dariusz Bartosik, w 2015 r. habilitował się na podstawie pracy zatytułowanej Ruchome elementy genetyczne i ich rola w adaptacji bakterii do środowisk ekstremalnych.  W 2022 uzyskał tytuł profesora nauk ścisłych i przyrodniczych w dyscyplinie nauki biologiczne. 
Jest profesorem i dyrektorem w Instytucie Mikrobiologii na Wydziale Biologii Uniwersytetu Warszawskiego. Należy do Rady Dyscypliny Naukowej – Nauk Biologicznych Uniwersytetu Warszawskiego. 